# Félix María Calleja del Rey

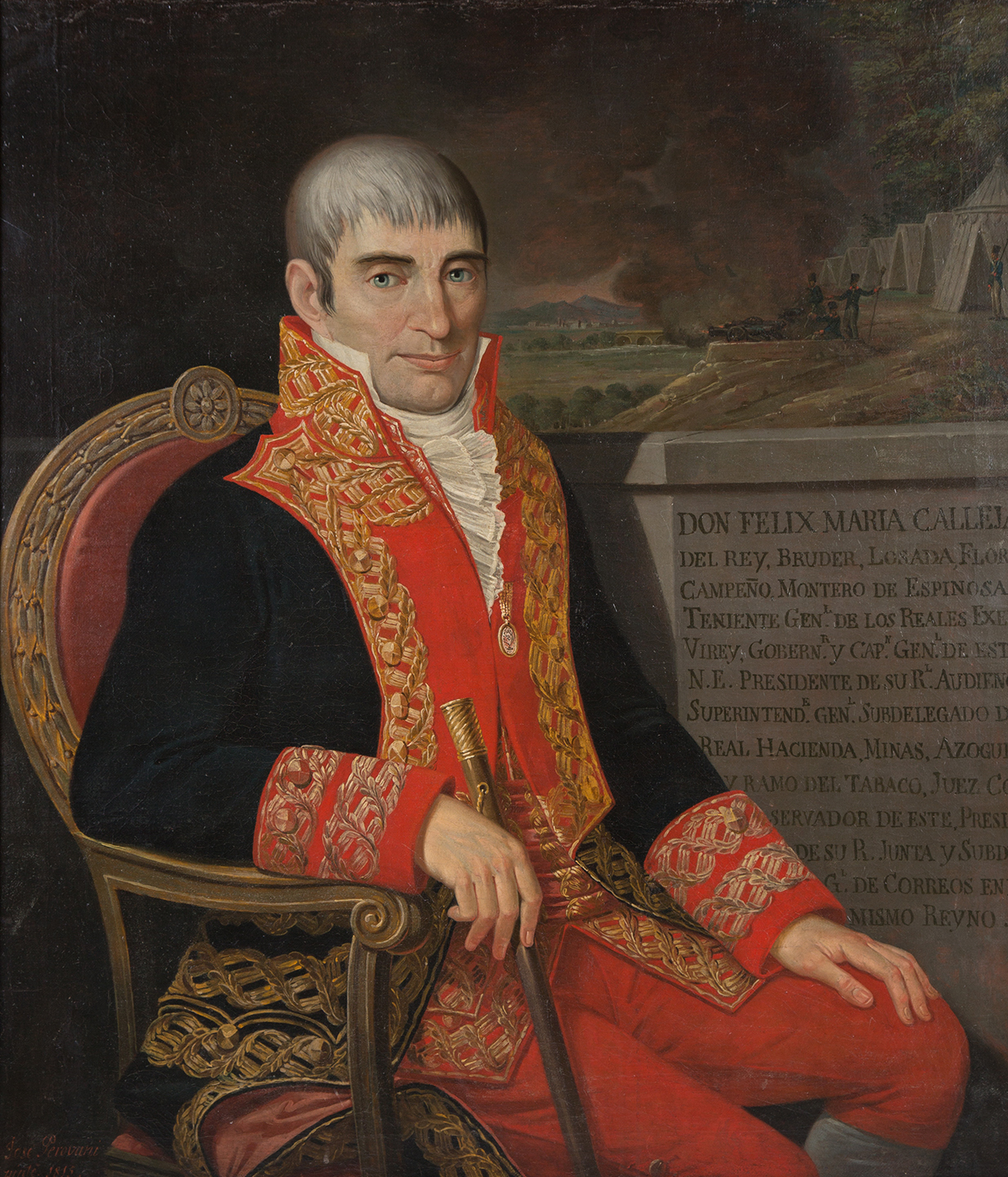
Félix María Calleja

Félix María Calleja del Rey, Graf (spanisch: Conde) von Calderón, (* 11. November 1753 in Medina del Campo, Provinz Valladolid, Spanien; † 24. Juli 1828 in Valencia, Spanien) war ein spanischer Offizier und Feldherr, der als Vizekönig von Neuspanien amtierte.

## Leben

### Militärkarriere in Europa
Calleja trat 1773 als Kadett in den Dienst der spanischen Armee. Er diente im savoyischen Infanterieregiment.
Sowohl bei der gescheiterten Strafexpedition der Spanier in Algier 1775 als auch bei der Belagerung von Gibraltar (1779–1783) kam er zum Einsatz. Vor Gibraltar diente er als Ordonnanz von Miguel de la Grúa Talamanca y Branciforte und lernte Juan Vicente de Güemes kennen, die beide wie er später als Vizekönige über Neuspanien regieren sollten. Schließlich nahm er an der Belagerung und Eroberung von Menorca 1782 teil. Hierarchisch stieg er während dieser aktiven Militärzeit bis zum Rang eines Hauptmannes auf.
1784 berief man ihn als Direktor an die Kadettenanstalt von El Puerto de Santa María, die er bis zu ihrer Auflösung im Jahr 1788 leitete.

### Militärkarriere in Neuspanien
1789 begleitete Calleja den neuen Vizekönig Juan Vicente de Güemes nach Neuspanien. Nach der Landung in Veracruz begab er sich nach Puebla, wo er ebenfalls in der Ausbildung von Kadetten, Unteroffizieren und Offiziersanwärtern tätig war.
Vizekönig Güemes betraute ihn zudem mit der Aufgabe, die Grenzgebiete im Norden zu inspizieren und zu untersuchen. Er bereiste die Gegend, fertigte Karten an und verfasste Beschreibungen der Situation dort. 1790 wurde in Konsequenz die Dragonermiliz von Ocotlán eingerichtet. 1792 stellte er in Nueva Galicia (deutsch: Neu-Galicien) Einheiten von Grenzschutztruppen und bildete die erste Division des Nordens.
1795 entsandte ihn der neue Vizekönig Miguel de la Grúa nach Nuevo Santander und Nuevo León, um dort Siedlungen, Missionen und Militäranlagen zu untersuchen. Er ließ Verteidigungspläne für die Häfen an der Golfküste erstellen und regelmäßige Patrouillen aussenden, um der Gefahr eines britischen Angriffs zu begegnen. Calleja leitete mehrere Expeditionen gegen aufständische Indianer sowie US-amerikanische Freischärler im Territorium von Texas. Während dieser Zeit unterstand ihm im Range eines Hauptmannes auch Ignacio Allende, der später zu einem der führenden Köpfe der Unabhängigkeitsbewegung werden sollte.
Vizekönig Miguel José de Azanza, der ab 1798 Mexiko regierte, reorganisierte die Truppenstruktur im Vizekönigreich. Félix Calleja erhielt im Rang eines Oberstleutnants das Kommando über die zehnte Milizbrigade in San Luis Potosí, nachdem er sich in Briefen an den König und den Vizekönig darüber beklagt hatte, dass sein Rang nicht seinen Leistungen entspräche. Bis 1800 wurde er zum Oberst und zum Brigadegeneral befördert.
Die folgenden Jahre verliefen ruhig für ihn. 1807 heiratete er Francisca de la Gándara aus einer wohlhabenden Kreolenfamilie.

### Rolle während der ersten Unabhängigkeitsbestrebungen
Napoleon Bonaparte ließ 1808 Spanien von französischen Truppen besetzen. Er hielt König Ferdinand VII. in Frankreich gefangen und ernannte seinen Bruder Joseph Bonaparte zum neuen König. Der königstreue spanische Widerstand versuchte militärisch, die Franzosen mit einer Guerilla-Taktik zu zermürben, während eine Junta Suprema Central in Abwesenheit Ferdinands die Regierungsgeschäfte übernahm.
In den spanischen Kolonien stellte sich die Frage, mit welcher Legitimation und in welcher Organisationsform Legislative und Exekutive weiter arbeiten sollten. Die aus Spanien entsandten Peninsulares neigten dazu, abzuwarten, bis König Ferdinand wieder handlungsfähig würde. Die ansässigen Kreolen hingegen suchten eine eigenständige Lösung mit mehr örtlicher Autonomie.
Trotz seiner gesellschaftlichen Einbindung in kreolische Kreise trat Calleja als entschiedener prospanischer Royalist auf. Er forderte öffentliche Treuebekenntnisse zu König Ferdinand, trieb Unterstützungsgelder für den Widerstand gegen die Bonapartisten ein und sammelte eine Freiwilligentruppe, die sich „Ferdinand VII.“ nannte. Vizekönig José de Iturrigaray rief ihn in die Hauptstadt, als sich die Konflikte zwischen Peninsulares und Criollos im August 1808 zuspitzten. Im September 1815 stürzten in einem Staatsstreich royalistische Kräfte unter Führung des Kaufmanns Gabriel de Yermo den vermeintlich zu kreolenfreundlichen Vizekönig Iturrigaray und erhoben stattdessen den Offizier Pedro de Garibay Vizekönig. Der ernannte vorübergehend Calleja zum Gouverneur der Hauptstadt und beauftragte ihn, Ruhe und Ordnung wiederherzustellen. Anschließend kehrte Félix Calleja nach San Luis Potosí zurück, bis im September 1810 Vizekönig Francisco Javier Venegas in der Kolonie eintraf.

### Unabhängigkeitskrieg
Mit Miguel Hidalgos Grito de Dolores begann am 16. September 1810 der mexikanische Unabhängigkeitskrieg. Am 17. September 1810 berief Vizekönig Venegas den Brigadegeneral Calleja zum Kommandeur der Armeebrigade, die der Unabhängigkeitsbewegung entgegentreten sollte. Callejas Truppe umfasste anfangs etwa 4.000 Mann und wuchs durch weitere Verstärkungen auf knapp 6.000.
Die Rebellen eroberten sehr rasch Celaya, Guanajuato, Valladolid (das heutige Morelia) und Guadalajara. Am 30. Oktober 1810 schlug das Heer der Unabhängigkeitsbewegung, das auf 80.000 Mann gewachsen war, die spanischen Truppen vernichtend bei Monte de las Cruces unweit von Mexiko-Stadt. in der Folge blieben die Führer der Independistas uneinig: Während Ignacio Allende nach Mexiko-Stadt ziehen wollte, zögerte Miguel Hidalgo und befahl den Rückzug Richtung Valladolid.
Calleja eilte mit einer Kavalleriedivision aus San Luis Potosí in Richtung der Hauptstadt; auf der Ebene von San Jerónimo Aculco trafen die Royalisten am 7. November 1810 auf die Rebellen und schlugen sie deutlich. Anschließend gelang es Calleja weitgehend kampflos Guanajuato zurückzuerobern.
Außerhalb von Zapotlanejo, 60 Kilometer östlich von Guadalajara, bei der Brücke von Calderón (spanisch: Puente de Calderón) schlugen Callejas spanische Brigaden am 17. Januar 1811 die zahlenmäßig weit überlegene Streitmacht der Unabhängigkeitsbewegung dank ihrer besseren Ausrüstung (etwa bei der Artillerie) und taktischen Disziplin.
Die Aufständischen flohen nach Norden Richtung Zacatecas. Im März gelang es den Royalisten, durch einen Hinterhalt die Führer der Bewegung Ignacio Allende, Miguel Hidalgo, Juan Aldama und José Mariano Jiménez zu fassen. Sie wurden hingerichtet, und die Unabhängigkeitsbewegung verlor ihre führenden Köpfe. Ende 1811 begann unter José María Morelos eine neue Phase des Kampfes, der im Süden Mexikos entbrannte.
Callejas Brigaden wandten sich nach Süden, eroberten im Januar 1812 Zitácuaro und belagerten Cuautla bis zum Mai 1812. Calleja zog sich daraufhin nach Mexiko-Stadt zurück.

### Amtszeit als Vizekönig
1812 hatten die Cortes von Cádiz eine Verfassung für Spanien verabschiedet. Vizekönig Venegas, der ein überzeugter Vertreter des Absolutismus war, lehnte sie ab und verhinderte ihre Proklamation in Neuspanien.
Zugleich unterdrückte er die in der Verfassung vorgesehenen Grundrechte auf Presse- und Meinungsfreiheit nach Kräften. Gegen diese Haltung sammelte sich unter den Royalisten in Mexiko-Stadt eine erstarkende Oppositionsbewegung, die Calleja ins Amt bringen wollte und die Regencia in Cádiz dazu bewegte, Venegas ablösen zu lassen.
Zwischen Callejas Ernennung im September 1812 und seiner Amtsübernahme im Februar 1813 lag zum einen die übliche Reiseroute für Nachrichten per Schiff über den Atlantik, erschwert wurde der Gang der Dinge durch den Bürgerkrieg. Am 4. März 1813 schließlich trat Calleja formal sein Amt an. Er verfasste seinen ersten Bericht an die Regentschaft, in dem er die schwierige Lage der Kolonie schilderte: Die öffentlichen Kassen waren leer, Soldzahlungen standen aus, und Teile der Truppen waren kläglich ausgerüstet. Er konfiszierte die Güter der Inquisition (die per Verfassung aufgelöst worden war) und ließ konsequent Verkaufssteuern eintreiben, um so die notwendigen Mittel für die Kriegsführung zu erhalten. Zugleich wandte er sich mit einer Proklamation an die Bevölkerung, in der er die neue Verfassung lobte und ihre Einhaltung zusicherte.
Zwischen April und Juni folgten die Wahlen zu den Vertretungen in Kommunen und Provinzen gemäß der neuen Verfassung. Die Verfassung gewährte Meinungsfreiheit, und Diskussionen und Veröffentlichungen lebten auf.
Im Unabhängigkeitskrieg schwiegen annähernd ein Jahr lang die Waffen, nachdem die Royalisten Oaxaca und Acapulco eingenommen hatten. Im September 1813 tagte der Kongress von Chilpancingo und formulierte die Ziele der Unabhängigkeitsbewegung.
Ende 1813 scheiterte Morelos beim Versuch, Valladolid (heute: Morelia) einzunehmen; Calleja ergriff die Offensive und eroberte Anfang 1814 Chilpancingo; der Kongress musste fliehen.
1814 kehrte König Ferdinand nach Spanien zurück, im Mai 1814 schaffte er die Verfassung ab und kehrte zur absolutistischen Herrschaft zurück. Vizekönig Calleja proklamierte dies im Juni 1814, verbot jede Kritik an den monarchischen Rechten und schlug vor, zur Feier der Rückkehr des Königs, alle gefangenen Rebellen zu begnadigen. Im August 1814 wurde er zum Generalleutnant befördert.
Die Rückkehr zum Absolutismus bedeutete das Ende der Magistrate und Kommunalvertretungen, die Real Audiencia von Mexico und Guadalajara nahmen ihre Arbeit wieder auf, der Jesuitenorden (den Karl III. vertrieben hatte) durfte wieder ins Land und die Inquisition kehrte zurück.
Diese repressiven Maßnahmen heizten den Widerstand der Unabhängigkeitsbefürworter weiter an. Bei einem Angriff auf Mitglieder des Kongresses am 5. November 1815 wurde in deren Schutztruppe der Rebellenführer José María Morelos gefangen genommen, der Inquisition übergeben und nachdem er zum Ketzer und Hochverräter verurteilt war, vor den Toren von San Cristóbal Ecatepec am 22. Dezember erschossen.
Dank seiner taktischen Überlegenheit konnten Callejas Truppen die zersplitterte und schlecht organisierte Widerstandsbewegung militärisch immer wieder besiegen. Ungeachtet dieser Erfolge war auch die royalistische Seite zerstritten, und immer wieder drängten einflussreiche Personen in Spanien auf Ablösung des Vizekönigs.
Anfang September 1816 traf in Veracruz Juan Ruiz de Apodaca ein, der Calleja ablösen sollte. Am 20. September 1816 erfolgte die Amtsübergabe.

### Rückkehr nach Spanien
Nach seiner Rückkehr nach Europa erhob König Ferdinand Calleja in Erinnerung an seine siegreiche Schlacht von 1812 zum Grafen von Calderón und verlieh ihm hohe Orden. Er wirkte beratend an der Heeresspitze in Madrid.
1819 ernannte ihn der König zum Generalkapitän von Andalusien und zum Gouverneur von Cádiz. Zudem wurde er Oberbefehlshaber der Truppen in Übersee.
Während der konstitutionalistischen Revolution und dem Trienio Liberal zog er sich nach Ibiza zurück. Ab 1822 lebte er wieder in Valencia, wo er im Juli 1828 starb.